# Federazione Arrampicata Sportiva Italiana
La Federazione Arrampicata Sportiva Italiana (FASI) è la federazione sportiva che ha il compito di promuovere la pratica dell'arrampicata sportiva e coordinarne le attività dilettantistiche e agonistiche in Italia.
È affiliata alla International Federation of Sport Climbing (IFSC).

## Storia
Nel 1985 si svolge Sportroccia in Valle Stretta, vicino a Bardonecchia, la prima competizione internazionale di arrampicata della storia. Nel 1985 e 1986 Sportroccia viene anche utilizzato per proclamare il campione italiano, conferendo il titolo agli atleti italiani meglio piazzati. Dato il grande successo delle prime competizioni di arrampicata, nel 1987 viene fondata a Torino la Federazione Arrampicata Sportiva Italiana. Primo presidente della FASI è l'architetto Andrea Mellano, uno degli animatori, insieme al giornalista Emanuele Cassarà, della prima gara in Valle Stretta. La tessera n. 1 della neonata Federazione è dell'alpinista Riccardo Cassin. Mellano resta alla presidenza della FASI fino al 1998. Nel 1990 la FASI viene riconosciuta dal CONI quale disciplina sportiva associata.
Nel 2007, sotto la presidenza di Ariano Amici, in carica dal 2001, la Federazione è fautrice del distacco della International Federation of Sport Climbing (IFSC) dall'Union Internationale des Associations d'Alpinisme (UIAA), il cui riconoscimento definitivo da parte del CIO, avvenuto il 12 febbraio 2010, apre le porte all'ingresso dell'arrampicata nella short list degli sport in predicato di entrare nel programma delle Olimpiadi 2020.
A dicembre del 2010, per la sua attività con gli atleti disabili, la Federazione ottiene il riconoscimento da parte del Comitato Italiano Paralimpico (CIP) di disciplina sportiva paralimpica.
La Federazione Arrampicata Sportiva Italiana è una delle federazioni sportive che in questi anni è cresciuta con maggiore velocità: nel 2019 il tesseramento è stato chiuso con oltre 40'000 tesserati.

## Vittorie

### Campionati del mondo
| Edizione | Luogo      | Atleta           | Disciplina | Medaglia |
| -------- | ---------- | ---------------- | ---------- | -------- |
| 1999     | Birmingham | Bernardino Lagni | Lead       |          |
| 2001     | Winterthur | Mauro Calibani   | Boulder    |          |
| 2001     | Winterthur | Christian Core   | Boulder    |          |
| 2003     | Chamonix   | Christian Core   | Boulder    |          |

### Campionati del mondo giovanili
| Edizione | Luogo           | Atleta             | Disciplina    | Medaglia |
| -------- | --------------- | ------------------ | ------------- | -------- |
| 1992     | Basilea         | Olaw Mainardi      | Lead Youth B  |          |
| 1998     | Mosca           | Jenny Lavarda      | Lead Youth B  |          |
| 1999     | Courmayeur      | Flavio Crespi      | Lead Junior   |          |
| 2001     | Imst            | Jenny Lavarda      | Lead Youth A  |          |
| 2002     | Canteleu        | Gabriele Moroni    | Lead Youth B  |          |
| 2003     | Veliko Tărnovo  | Jenny Lavarda      | Lead Junior   |          |
| 2006     | Imst            | Cassandra Zampar   | Speed Youth B |          |
| 2007     | Ibarra          | Alexandra Ladurner | Lead Youth B  |          |
| 2008     | Sydney          | Alexandra Ladurner | Lead Youth A  |          |
| 2009     | Valence         | Leonardo Gontero   | Speed Youth A |          |
| 2009     | Valence         | Anna Gislimberti   | Speed Youth A |          |
| 2009     | Valence         | Michela Facci      | Speed Youth B |          |
| 2010     | Edimburgo       | Alexandra Ladurner | Lead Junior   |          |
| 2010     | Edimburgo       | Stefano Ghisolfi   | Lead Youth A  |          |
| 2010     | Edimburgo       | Alessandro Santoni | Speed Youth B |          |
| 2011     | Imst            | Stefano Ghisolfi   | Lead Junior   |          |
| 2011     | Imst            | Alessandro Santoni | Speed Youth B |          |
| 2013     | Central Saanich | Stefano Carnati    | Lead Youth B  |          |
| 2013     | Central Saanich | Alessandro Santoni | Speed Youth A |          |

### Campionati europei
| Edizione | Luogo                | Atleta          | Disciplina | Medaglia |
| -------- | -------------------- | --------------- | ---------- | -------- |
| 1992     | Francoforte sul Meno | Cristian Brenna | Speed      |          |
| 1998     | Norimberga           | Cristian Brenna | Lead       |          |
| 2000     | Monaco di Baviera    | Cristian Brenna | Lead       |          |
| 2002     | Chamonix             | Christian Core  | Boulder    |          |
| 2002     | Chamonix             | Mauro Calibani  | Boulder    |          |
| 2004     | Lecco                | Gabriele Moroni | Boulder    |          |

### Coppa del mondo lead
| Edizione | Atleta        |
| -------- | ------------- |
| 2005     | Flavio Crespi |

### Coppa del mondo boulder
| Edizione | Atleta         |
| -------- | -------------- |
| 1999     | Christian Core |
| 2002     | Christian Core |

### Coppa Europa giovanile
| Edizione | Atleta             | Disciplina      |
| -------- | ------------------ | --------------- |
| 1996     | Ralph Brunel       | Lead Junior     |
| 1998     | Flavio Crespi      | Lead Junior     |
| 2000     | Jenny Lavarda      | Lead Youth A    |
| 2002     | Gabriele Moroni    | Lead Youth B    |
| 2003     | Gabriele Moroni    | Lead Youth A    |
| 2011     | Michael Piccolruaz | Boulder Youth A |
| 2011     | Annalisa De Marco  | Boulder Youth B |
| 2011     | Leonardo Gontero   | Speed Junior    |
| 2011     | Alessandro Santoni | Speed Youth B   |
| 2012     | Leonardo Gontero   | Speed Junior    |